# Максименков, Глеб Алексеевич
Глеб Алексеевич Максименков (26 июля 1930, Киев — 10 сентября 1986, Ленинград) — археолог, доктор исторических наук (1975). Ученик М. П. Грязнова.
Исследовал неолит и энеолит Енисея и Западной Сибири. Выделил и установил хронологию памятников выделенной им впервые в Южной Сибири Окуневской культуры. Дал археологическую характеристику Андроновской культуры на Енисее. Занимался проблемами периодизации и хронологии Карасукской культуры.
Автор более 50 научных работ, в том числе раздела в 1 т. «Истории Сибири» (1968).

## Сочинения
- Окуневская культура в Южной Сибири. Л., 1965;
- Андроновская культура на Енисее. Л., 1978;
- Памятники окуневской культуры (в соавт.). Л., 1980.